# إسبن يونسن
إسبن يونسن (بالنرويجية البوكمول: Espen Johnsen)‏ (20 ديسمبر 1979 في النرويج - ) هو لاعب كرة قدم نرويجي في مركز حراسة المرمى. شارك مع منتخب النرويج لكرة القدم. أما مع النوادي، فقد لعب مع نادي روسنبورغ ونادي ستارت ونادي سترومسغودست.

## وصلات خارجية
- إسبن يونسن على موقع اتحاد النرويج (النرويجية)
- إسبن يونسن على موقع قاعدة بيانات كرة القدم.إي يو (الإنجليزية)
- إسبن يونسن على موقع ناشيونال فوتبول تيمز (الإنجليزية)
- إسبن يونسن على موقع Soccerway.com (الإنجليزية)